# Albert Heremans
Albert « Berre » Heremans est un footballeur belge né le 13 avril 1906 à Merchtem (Belgique) et mort le 15 décembre 1997.
Il a été Défenseur au Daring Club de Bruxelles et en équipe de Belgique, avant-guerre. 
Il a joué sept fois avec les Diables Rouges de 1931 à 1934. Il a participé comme ... attaquant à un match de la Belgique lors de la Coupe du monde de 1934, à Florence, contre l'Allemagne (défaite, 2-5).

## Palmarès
- International belge A de 1931 à 1934 (7 sélections)
- Présélectionné pour la Coupe du monde en 1934 (joue un match)
- Champion de Belgique en 1936 et 1937 avec le Daring Club de Bruxelles
- Vainqueur de la Coupe de Belgique en 1935 avec le Daring Club de Bruxelles